# 京極尚彦
京極 尚彦（きょうごく たかひこ、1981年8月14日 - ）は、日本のアニメーション演出家、アニメ監督。兵庫県出身。宝塚造形芸術大学卒。
代表作は『ラブライブ!』、『プリティーリズム』シリーズ、『宝石の国』。

## 経歴
サンライズ D.I.Dに入社後、CGエフェクトを担当し、『陰陽大戦記』で担当したエフェクトが他の担当者よりひときわ派手だったことを監督の菱田正和に注目され、2006年の『結界師』第4話「彼女の大事なもの」で菱田と共同で演出家デビュー、2011年の『プリティーリズム・オーロラドリーム』ではプリズムショーパート（ダンスとプリズムジャンプの両方を含む）の演出を担当し、第4クール目は副監督も担当していた。以後のプリティーリズムシリーズも、『プリティーリズム・ディアマイフューチャー』の36話以降を除き、ほぼ全てのプリズムショーパートは彼が演出を担当した。『ラブライブ!』では2010年の1stPVからアニメーション監督を担当しテレビアニメ版、劇場版でも監督を担当し、全ての曲のライブパートの絵コンテと演出を担当した。TVシリーズ第2期1話の高坂穂乃果が雨を止ませる一連のシーンは、シナリオには存在しないものを彼が絵コンテで追加したものである。
シンエイ動画プロデューサーの近藤慶一からのオファーで2020年公開の劇場版『クレヨンしんちゃん 激突! ラクガキングダムとほぼ四人の勇者』の監督に起用される。2018年放送分の『クレヨンしんちゃん』の絵コンテ・演出を数本手掛けているが、これは劇場版監督のオファーが先行してあり、「アニメの世界観を全く知らないので、まずはテレビシリーズをやらせてほしい」という自身の希望で準備作業と並行しながら参加したものだという。
CG部門の出身であることもあり、主に3DCGを使用したキャラクターのダンスシーン演出を得意とし、ダンスシーンが本編内で重要な役割を果たす『ラブライブ!』や『プリティーリズム』シリーズでは欠かせない存在となっている。
師匠は同じくアニメーション監督の菱田正和。
同じ苗字のアニメーション演出家、監督の京極義昭とは、特に血縁、親戚関係はない。

## 作品

### テレビアニメ
2004年
- 陰陽大戦記（2004年 - 2005年、CGエフェクト）
- 舞-HiME（2004年 - 2005年、CGエフェクト）

2005年
- 舞-乙HiME（2005年 - 2006年、CGエフェクト）

2006年
- 結界師（2006年 - 2008年、絵コンテ・演出）

2008年
- GUNSLINGER GIRL -IL TEATRINO-（演出）
- ケロロ軍曹（2008年 - 2011年、絵コンテ・演出）

2009年
- 宇宙をかける少女（絵コンテ・演出）
- 犬夜叉 完結編（絵コンテ・演出）
- 名探偵コナン（絵コンテ・演出）

2010年
- SDガンダム三国伝 Brave Battle Warriors（2010年 - 2011年、絵コンテ・演出）
- FAIRY TAIL（絵コンテ・演出）
- ソ・ラ・ノ・ヲ・ト（絵コンテ）
- STAR DRIVER 輝きのタクト（2010年 - 2011年、演出）

2011年
- プリティーリズム・オーロラドリーム（2011年 - 2012年、副監督（第40話-）、プリズムショーディレクター（-第39話）、絵コンテ・演出、ED3絵コンテ・演出）
- アスタロッテのおもちゃ!（絵コンテ・演出）
- ファイ・ブレイン 神のパズル（2011年 - 2012年、絵コンテ・演出）
- UN-GO（演出、OP演出）
- 機動戦士ガンダムAGE（2011年 - 2012年、絵コンテ・演出）
- 境界線上のホライゾン（絵コンテ）

2012年
- 戦姫絶唱シンフォギア（OP演出）
- プリティーリズム・ディアマイフューチャー（2012年 - 2013年、絵コンテ、プリズムショー演出（-第37話）、OP1・2絵コンテ・演出、ED1・2絵コンテ・演出）
- アクセル・ワールド（絵コンテ・演出）
- 宇宙兄弟（絵コンテ・演出）
- 夏色キセキ（絵コンテ・演出）
- 探検ドリランド（2012年 - 2013年、演出）

2013年
- ラブライブ!（監督、絵コンテ・演出、OP絵コンテ・演出、ED演出、ライブパート演出）
- プリティーリズム・レインボーライブ（2013年 - 2014年、プリズムショー演出、絵コンテ）
- DEVIL SURVIVOR 2 the ANIMATION（絵コンテ）
- ワルキューレ ロマンツェ（絵コンテ・演出、ED絵コンテ・演出）
- 聖闘士星矢Ω（演出）

2014年
- ノブナガン（絵コンテ・演出）
- ラブライブ!（第2期、監督、脚本、絵コンテ、演出、OP絵コンテ・演出、ED絵コンテ、ライブパート演出）
- キャプテン・アース（絵コンテ・演出）
- ガンダムビルドファイターズトライ（演出）
- ソードアート・オンラインII（ED3絵コンテ・演出）

2015年
- GATE 自衛隊 彼の地にて、斯く戦えり（監督、絵コンテ、演出、ED絵コンテ・演出）

2016年
- ネトゲの嫁は女の子じゃないと思った?（ED絵コンテ・演出）
- orange（絵コンテ・演出）
- アイカツスターズ!（ED絵コンテ・演出）
- マジきゅんっ!ルネッサンス（絵コンテ）
- アイドルメモリーズ（絵コンテ）

2017年
- 機動戦士ガンダム 鉄血のオルフェンズ （OP2絵コンテ・演出）
- 青の祓魔師 京都不浄王篇（絵コンテ）
- まけるな!!あくのぐんだん!（監督・シリーズ構成・絵コンテ・演出・企画・プロデューサー）
- ナイツ&マジック（ED絵コンテ・演出）
- 宝石の国（監督・絵コンテ・演出）
- ブレンド・S（演出）
- いつだって僕らの恋は10センチだった。（OP絵コンテ・演出）

2018年
- されど罪人は竜と踊る（演出協力）
- RELEASE THE SPYCE（絵コンテ）
- クレヨンしんちゃん（2018年 - 、絵コンテ・演出）
- アイカツフレンズ!（脚本・絵コンテ・演出)

2019年
- KING OF PRISM -Shiny Seven Stars-（プリズムショー演出）
- BEASTARS（絵コンテ）

2020年
- 22/7（ライブコンテ）
- ガル学。〜聖ガールズスクエア学院〜（アニメーション監修・絵コンテ）
- GREAT PRETENDER（絵コンテ）
- ラブライブ!虹ヶ咲学園スクールアイドル同好会（絵コンテ、ダンスパート絵コンテ・演出）

2021年
- ラブライブ!スーパースター!!（監督・絵コンテ・演出、OP絵コンテ・演出、ダンスパート絵コンテ・演出）
- シキザクラ（絵コンテ）

2022年
- ラブライブ!スーパースター!!（第2期、監督・絵コンテ・演出、OP絵コンテ・演出、ダンスパート絵コンテ・演出）

2023年
- SYNDUALITY Noir（ED絵コンテ・演出）
- ラブライブ!スーパースター!!（第3期、監督・絵コンテ・演出、OP絵コンテ・演出、ダンスパート絵コンテ・演出）

2024年
- 喧嘩独学（演出）

2025年
- ロックは淑女の嗜みでして（絵コンテ・演出）

### 劇場アニメ
2012年
- 映画 プリキュアオールスターズNewStage みらいのともだち（ED絵コンテ）

2015年
- ラブライブ!The School Idol Movie（監督、演出、ライブパート演出）

2016年
- KING OF PRISM by PrettyRhythm（プリズムショー演出）

2017年
- KING OF PRISM -PRIDE the HERO-（プリズムショー演出）

2018年
- 劇場版ポケットモンスター みんなの物語 （絵コンテ、演出）

2019年
- 劇場版シティーハンター 〈新宿プライベート・アイズ〉（チーフ演出、コンテ）

2020年
- クレヨンしんちゃん 激突! ラクガキングダムとほぼ四人の勇者（監督、脚本、絵コンテ）

2024年
- KING OF PRISM -Dramatic PRISM.1-（プリズムショー演出）

### OVA
2009年
- 名探偵コナン 10年後の異邦人（演出）

2010年
- ラブライブ!（2010年 - 、アニメーション監督、絵コンテ・演出）

2011年
- 戦場のヴァルキュリア3 誰がための銃瘡（演出）
- 機動戦士ガンダムUC（演出）

### Webアニメ
2005年
- リーンの翼（2005年 - 2006年、HDレコーディング）

2018年
- 異世界居酒屋〜古都アイテーリアの居酒屋のぶ〜（絵コンテ）

2019年
- あの日の心をとらえて（2019年、監督・脚本）

2024年
- アイドルランドプリパラ（プリパラライブ演出）

### VRアニメ
- 機動戦士ガンダム THE ORIGIN シャア出撃（2017年、VR映像演出）
- 機動戦士ガンダム THE ORIGIN -RISING-（2018年、VR映像演出）

### ミュージックPV
- 「Candy Pop」- TWICE（2018年、3Dアニメ映像パート監督）

### 作詞
- これまでのラブライブ! 〜ミュージカルver.〜（2014年、ラブライブ!（第2期）第1話挿入歌）

### 一般番組
- クローズアップ現代+「韓国から世界デビュー！？ スター 新時代」（NHK総合、2018年1月30日）

※「Candy Pop」に関連したビデオコメントに登場。